# Cuisine futuriste
La cuisine futuriste est un style de restauration et de cuisine développé au début du XXe siècle qui était préconisé par certains membres du mouvement futuriste, en particulier en Italie. Ces repas ont été proposés pour la première fois dans le Manifeste de la cuisine futuriste de Filippo Tommaso Marinetti et Luigi Colombo Fillia, publié dans la Gazzetta del Popolo de Turin le 28 décembre 1930. En 1932, Marinetti et Fillìa ont développé ces concepts avec The Futurist Cookbook.

## Origines

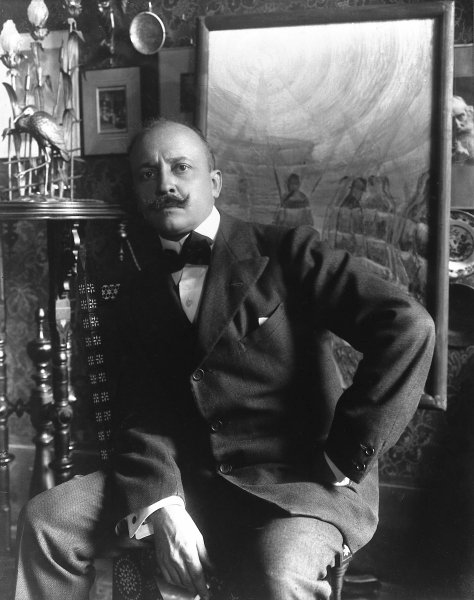
Filippo Tommaso Marinetti.

Cette cuisine, considérée comme la lutte contre le « féculent » (c'est-à-dire les pâtes alimentaires), coupable d'engendrer chez les consommateurs accros « faiblesse, pessimisme, nostalgie, inactivité et neutralisme », part d'un dîner au restaurant milanais Penna d'oca le 15 novembre 1930. À la fin, Marinetti annonce le Manifeste de la cuisine futuriste (it), qui sera publié dans Comoedia le 15 janvier 1931.
Le précurseur de la cuisine futuriste est le chef français Jules Maincave, qui en 1914 adhère au futurisme. Lassé par les « méthodes traditionnelles de mélange », selon lui « monotones jusqu'à la bêtise », Maincave propose de « réunir des éléments qui sont aujourd'hui séparés par des précautions sans fondement sérieux » : filet de mouton et sauce aux crevettes, noix de veau et absinthe, banane et gruyère, hareng et gelée de fraise. En 1913, il écrit le premier « Manifeste de la cuisine futuriste », publié dans Fantasio, une revue satirique française, où il exhorte les cuisiniers à développer une cuisine innovante et libre. Marinetti le traduit pour le magazine italien La cucina italiana avant d'écrire son propre manifeste en 1930. 
Le lancement du Manifeste est suivi d'une grande série de conférences et de banquets futuristes en Italie et en France, de l'inauguration de la taverne Santopalato et enfin, en 1932, par la publication du livre La cucina futurista de Marinetti et Fillia, qui présente leur vision subversive d'un « nourriture adaptée à une vie toujours plus aérienne et rapide ».

### TaverneSantopalato
Au cours d'une soirée à Turin au printemps 1931, au milieu des proclamations de squadrisme et des discussions sur le fascisme, un groupe d'aéropeintres, d'aérosculteurs et de poètes appartenant tous à la « doctrine » futuriste, le premier dîner futuriste connu a lieu à l'intérieur d'un restaurant rebaptisé plus tard par Marinetti lui-même Taverna Santopalato (« Saint-Palais »). La taverne est considérée comme le temple de la cuisine futuriste. Les menus sont agrémentés d'illustrations de divers artistes, dont Medardo Rosso et Fillìa.
Flamboiement géométrique d'acier, ouvert et géré par Angelo Giachino, meublé par l'architecte Nicolay Diulgheroff et décoré par le peintre de l'air Fillia, il est inauguré le 8 mars 1931 avec un déjeuner de quatorze plats servi sur une grande table en forme d'avion, sans couverts, où tout, même les serviettes, sont en métal et en aluminium. Pendant le déjeuner, au menu spectaculaire élaboré par Fillia et le critique d'art Salvadin, avec les chefs Piccinelli et Burdese, sont servis, entre autres : l'apéritif intuitif, le bouillon solaire, la mer italienne et le Pollofiat et le Carneplastico, ce dernier étant le plat le plus connu de la cuisine futuriste. La recette, qui dans le jargon futuriste s'appelle formule, est de l'« aéropeintre » Fillia. Brièvement défini par Alfredo Panzini, dans son Dictionnaire moderne, « pain de viande dynamique-futuriste », il s'agit d'un cylindre de veau farci de onze types de légumes, soutenu par trois boulettes de viande de poulet et un anneau de saucisse italienne, et couronné par une couche de miel. Selon l'inventeur, il se veut une « interprétation synthétique des potagers, jardins et pâturages d'Italie ».

## Concept
Marinetti développe son concept de futurisme le 11 octobre 1908, alors qu'il réfléchit à la libération du génie lyrique italien,. Il conclut que, pour cela, il faut changer de méthode en descendant dans la rue, en attaquant les théâtres et en amenant « le poing au milieu de la lutte artistique ». Lorsqu'il introduit la cuisine futuriste, il vise à combiner la gastronomie et l'art, ainsi que la transformation de la restauration en un art du résultat. Le mouvement futuriste affirme que les gens «  pensent, rêvent et agissent en fonction de ce qu'ils mangent et boivent », donc cuisiner et manger doivent être subordonnés à l'expérience esthétique appropriée que le futurisme favorise. Il est associé à la notion d'avant-garde dans le sens où les banquets futuristes sont considérés comme de grands spectacles. La nourriture futuriste est également considérée comme un moyen de résoudre des problèmes politiques et sociaux. Le Manifeste de Marinetti est décrit comme une polémique satirique plus qu'un livre de cuisine et est publié en réponse aux besoins économiques italiens pendant la Grande Dépression.
Comme il espère renverser les schémas établis, certaines de ses idées les plus intéressantes dans le domaine de la cuisine incluent le rejet des pâtes , car elles provoquent lassitude, pessimisme et manque de passion. Ce rejet est vu en préparation de la guerre car il est considéré comme une nouvelle façon de renforcer la race italienne. L'historienne Carol Helstosky explique que « la proposition futuriste d'abolir les pâtes visait à transformer les Italiens de brigands mangeurs de pâtes et de joueurs de mandoline en citoyens modernes et actifs. L'abolition des pâtes réduirait également la dépendance de l'Italie vis-à-vis des approvisionnements étrangers en blé. » Cela est également conforme à la « bataille du blé » de Benito Mussolini, commencée en 1925, qui vise à réduire la dépendance italienne vis-à-vis du blé étranger. Une autre idée du Manifeste établit que des repas parfaits nécessitent deux éléments : l'originalité et l'harmonie dans la mise en place de la table en incluant tous les ustensiles, l'esthétique et les goûts alimentaires, ainsi que l'originalité absolue de la nourriture. Marinetti souligne également l'importance des aliments sculptés, y compris les viandes dont le principal attrait est dans l'œil et l'imagination. Cela est démontré dans le cas de la sculpture alimentaire comestible Équateur + Pôle Nord d'Enrico Prampolini, qui comporte un cône de blancs d'œufs fermement fouettés orné de segments orange qui ressemblent aux rayons du soleil, posé sur une mer équatoriale de jaunes d'œufs pochés,. Dans la cuisine futuriste, le couteau et la fourchette sont également abolis tandis que les parfums sont ajoutés pour améliorer l'expérience de dégustation. Les futuristes développent aussi des cocktails insolites et étonnants, aux saveurs contrastantes, sucrées et salées, mais aussi un lexique, comme par exemple Decisioni (« Décisions »), boisson chaude et tonique qui sert à prendre, après une brève mais profonde méditation, une décision importante.
Le Manifeste de la cuisine futuriste propose également de changer fondamentalement la manière dont les repas sont servis. Par exemple :
- Certains aliments sur la table ne sont pas mangés, mais seulement ressentis par les yeux et le nez,
- La nourriture arrive rapidement et contient de nombreuses saveurs, mais seulement quelques bouchées,
- Toutes les discussions et tous les discours politiques sont interdits,
- La musique et la poésie sont interdites sauf pendant certains intervalles.

L'un des décors proposés pour ces « repas parfaits » incorpore l'amour futuriste des machines : les convives mangent dans un faux avion, dont les vibrations des moteurs stimulent l'appétit. Les sièges et les tables inclinés « bousculent » les idées préconçues des convives, tandis que leurs papilles sont submergées par des plats très originaux répertoriés sur des cartes en aluminium.
Les équipements de cuisine traditionnels sont remplacés par des équipements scientifiques, apportant modernité et science à la cuisine. L'équipement suggéré inclut :
- Ozoniseurs pour donner aux aliments l'odeur de l'ozone,
- Lampes à rayons ultraviolets pour activer les vitamines et autres « propriétés actives »,
- Électrolyseurs pour décomposer les éléments en de nouvelles formes et propriétés,
- Moulins colloïdaux pour pulvériser n'importe quel aliment,
- Autoclaves, dialyseurs, alambics atmosphériques et sous vide pour cuire les aliments sans détruire les vitamines,
- Indicateurs ou analyseurs chimiques pour aider le cuisinier à déterminer si les sauces ont besoin de plus de sel, de sucre ou de vinaigre.

La substance littéraire, livresque et même antiquaire (dans la récupération, par exemple, du goût sucré-salé comme dans le Carneplastico) de l'offensive gastronomique futuriste saute aux yeux, en même temps que la licence gustative gourmande. Pêle-mêle insouciant et chaotique de variations timides et souvent pléonastiques sur des recettes tout à fait traditionnelles, d'innovations plus de forme que de fond, de suggestions exotiques et de vrais jeux de mots, la cuisine futuriste se rachète lorsqu'elle propose des plats par programmation immangeables, assemblés avec la technique dadaïste du « cadavre exquis ».

## Relation avec le fascisme
Au moment où Marinetti publie La Cucina Futurista en 1932, un fossé s'est développé entre le mouvement futuriste et le fascisme, comme en témoigne leur orientation contrastée envers la cuisine ; les futuristes plaident pour de nouvelles méthodes de cuisson, élargissant l'expérience sensorielle, tandis que le fascisme s'efforce de consolider et de diffuser la cuisine « italienne » classique aux masses comme moyen de produire un État-nation moderne et unifié. La cuisine futuriste met l'accent sur la présentation et l'impression multisensorielle, se délectant de la transgression et de la valeur de choc. Comme le démontre l'historienne Carol Helstosky, « les sculptures culinaires et les accords alimentaires apparemment étranges (viande et eau de Cologne ou moules et crème à la vanille) ont accru l'expérience tactile et sensorielle du repas ». De plus, la polémique suscitée par la campagne anti-pâtes et les recettes bizarres de La Cucina Futurista réussissent à attirer l'attention des médias sur le futurisme à un moment où le mouvement est en déclin, en s'adressant directement à l'approvisionnement et à la consommation alimentaires italiens, des préoccupations au centre de l'agenda politique du fascisme dans les années 1920.
La « bataille du blé »  de Mussolini débute en 1925 dans le cadre d'un objectif plus large d'autarcie, ou d'autonomie du système alimentaire italien en augmentant la production alimentaire nationale et en réduisant ou en éliminant l'importation de nourriture étrangère. Selon Helstosky, « la dette croissante de l'Italie et sa dépendance croissante vis-à-vis des puissances extérieures pour sa subsistance » sont devenues intenables à la fin de la Première Guerre mondiale, et donc « la nourriture a effectué une grande partie du « travail  » culturel et politique sous le fascisme ». Les différences idéologiques entre le fascisme et le futurisme se sont accrues alors que le fascisme négocie un compromis avec la classe moyenne et embrasse la tradition tandis que Marinetti et les futuristes poursuivent leur « évangélisation  » pour la nouveauté.

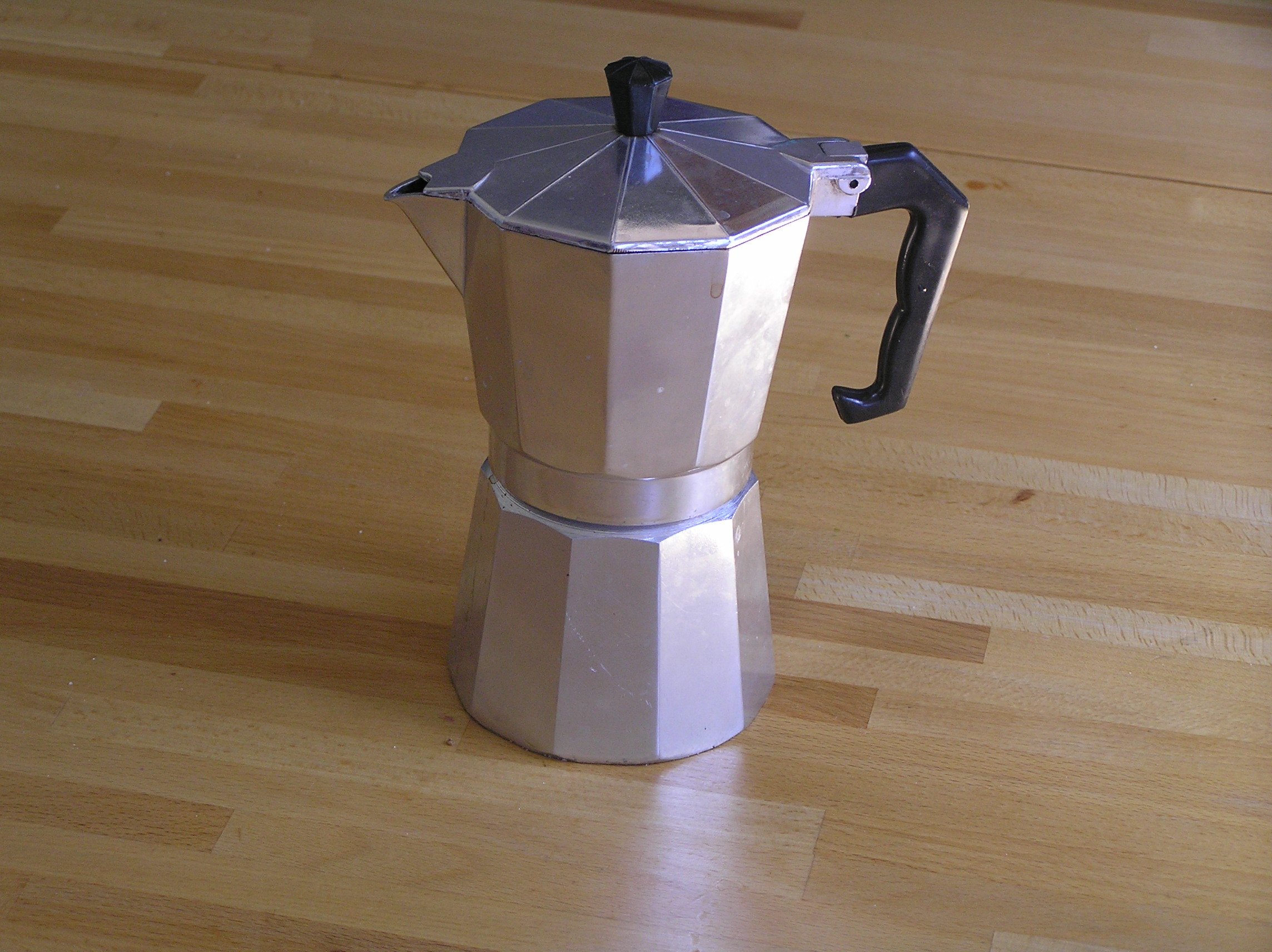
Moka (cafetière).

Néanmoins, il reste d'importants domaines de convergence, en particulier l'adoption commune de l'aluminium. Selon Daniele Conversi, chercheur en études nationalistes, « l'aluminium est le matériau futuriste par excellence : il est brillant, moderne et entièrement produit en Italie ». Pour cette dernière raison, le fascisme a également adopté le matériau comme le métal national de l'Italie, qui continue d'être au cœur de l'identité italienne en raison de sa relation avec la préparation du café. L'expresso est introduit pour la première fois au cours de cette période afin d'accélérer la consommation de café et de minimiser les opportunités de discussion politique. Les propriétés stimulantes de la caféine en ont fait un complément naturel aux idéologies fascistes et futuristes ; Marinetti se présente régulièrement comme la « caféine de l'Europe ». La première cafetière expresso, la Moka Express, est créée et commercialisée par Alfonso Bialetti en 1933, et bénéficie de la publicité futuriste.

## Accueil
Le public italien n'est pas convaincu par le manifeste de Marinetti sur la cuisine. En fait, immédiatement après sa publication, la presse italienne fait tumulte. Les médecins sont mesurés dans leur réponse, convenant que la consommation habituelle de pâtes fait grossir et recommandant une alimentation variée ; mais le duc de Bovino, maire de Naples, est plus ferme dans ses vues : « Les anges du paradis, dit-il à un journaliste, ne mangent que des vermicelles al pomodoro [fines spaghettis à la sauce tomate] ». Marinetti répond que cela confirme ses soupçons sur la monotonie du Paradis.
Les futuristes s'amusent et scandalisent le public en inventant de nouveaux plats absurdes, dont la plupart sont choquants en raison de leurs combinaisons inhabituelles et d'ingrédients exotiques. Par exemple, mortadelle au nougat ou ananas aux sardines.Marinetti veut que les Italiens arrêtent de manger de la nourriture étrangère et arrêtent d'utiliser des mots alimentaires étrangers : un bar devrait s'appeler quisibeve (littéralement, « ici on boit » en italien), un sandwich devrait s'appeler traidue (entre-deux), un maître d' hôtel un guidopalato (palais-guide) ; de même, le sandwich prit le nom de tramezzino, le dessert du lever , et le pique-nique du midi etc. Elizabeth David, l'auteur de livres culinaires, dit que les idées de Marinetti sur la nourriture contiennent un germe de bon sens, mais que derrière ses plaisanteries se trouve l'obsession fasciste du nationalisme. Marinetti veut préparer les Italiens à la guerre :  « Les spaghettis ne sont pas de la nourriture pour les combattants », déclare-t-il.

## Influence
La cuisine futuriste a eu une large influence et, comme d'autres aspects du mouvement, certaines manifestations de cette influence ne se réaliseront que plusieurs décennies plus tard. La Cucina Futurista prévoyait que la science jouerait un rôle croissant dans la consommation alimentaire et l'alimentation. Marinetti s'attendait à ce que les aliments synthétiques redéfinissent la nutrition, anticipant correctement le rôle important joué par la science alimentaire. Le futurisme était en grande partie un mouvement artistique et culturel, et son influence dans ces domaines est vaste. Le premier restaurant futuriste, la Taverna del Santopalato, a été ouvert à Turin, Via Vanchiglia 2, le 8 mars 1931. Conçu par Marinetti, Fillìa et Nikolay Diulgheroff, son intérieur épuré et minimaliste, marqué par une utilisation prédominante de l'aluminium, contrastait fortement avec l'expérience culinaire italienne traditionnelle, anticipant la conception future des restaurants. Il a également été suggéré que l'intérêt pionnier de Marinetti pour la chimie alimentaire a anticipé la gastronomie moléculaire de chefs comme Ferran Adrià ou l'incorporation d'influences de l'art contemporain par le chef Massimo Bottura. L'influence de la cuisine futuriste a également eu des manifestations plus banales, notamment l'expérience tactile de la Finger food, l'émergence de la cuisine fusion et l'accent mis sur la présentation développée dans Visual Food ou Food design. Il a également été suggéré que certains des idéaux de la cuisine futuriste ont influencé le mouvement Slow Food, fondé par Carlo Petrini en Italie en 1986 en réaction à la diffusion de la restauration rapide. Si la lenteur n'est certes pas une valeur partagée par les futuristes, les deux mouvements proposent des modèles alternatifs d'opposition à un système alimentaire mondialisé.
Les expériences culinaires futuristes ont marqué l'histoire de la civilisation et de la gastronomie internationale, non seulement pour l'extravagance des propositions des artistes qui se sont prêtés à être chefs, mais aussi pour le désir implicite d'assimiler la cuisine aux arts nobles, comme la littérature et les arts figuratifs (après tout, Carlo Carrà, en 1913, a écrit le Manifeste de la peinture des sons, des bruits et des odeurs). Depuis, les chefs les plus avant-gardistes ont osé expérimenter des plats qui, pour leur mise en place, se tournent de plus en plus vers l'œuvre d'art plutôt que de privilégier la saveur.
Mike Patton, leader du groupe musical américain Faith No More, s'est inspiré du travail de Marinetti sur la  cuisine pour composer son deuxième album solo, Pranzo Oltranzista, en 1997. Mattia Casalegno, artiste plasticien napolitain, s'est inspiré du Manifeste de la Cuisine Futuriste pour son travail de Réalité virtuelle et de Réalité augmentée « Aerobanquets RMX »,.
À ce jour, outre les recherches fondamentales du musicologue Daniele Lombardi, la dernière œuvre liée à l'expérimentation musicale futuriste qui célèbre la gastronomie du mouvement marinettien est contenue dans l'album Marciare non Marcire du compositeur Livio D'Amico. Le compositeur milanais, rendant hommage à Marinetti et aux musiciens futuristes, a dédié la « cuisine futuriste » à ce moment culturel du XXe siècle.

## Exemples de repas et de plats

### Plats
- Poitrines italiennes au soleil : dessert futuriste mettant en vedette une pâte d'amande surmontée d'une fraise, puis saupoudrée de poivre noir frais.
- Roses Diaboliques : boutons de roses rouges frites en pleine floraison.
- Oeufs divorcés : les œufs durs sont coupés en deux ; leurs jaunes sont retirés et mis sur une poltiglia (purée de pommes de terre) et leurs blancs sur une purée de carottes.
- Lait dans une lumière verte : un grand bol de lait froid, quelques cuillères à café de miel, de nombreux raisins noirs et plusieurs radis rouges éclairés par une lumière verte. L'auteur suggère de le servir avec un polibibita ou un cocktail d'eau minérale naturelle, de bière et de jus de mûre.
- Dîner tactile : repas composé de plusieurs plats présenté dans le livre de cuisine futuriste de Marinetti. Des pyjamas ont été préparés pour le dîner, chacun recouvert d'un matériau différent comme une éponge, du liège, du papier de verre ou du feutre. Au fur et à mesure que les invités arrivent, chacun enfile un pyjama. Une fois tous arrivés et habillés en pyjama, ils sont emmenés dans une pièce vide et sans lumière. Sans pouvoir voir, chaque convive choisit un autre convive en fonction de son impression tactile. Les convives entrent alors dans la salle à manger composée de tables pour deux et découvrent le partenaire qu'ils ont choisi.

### Séquence
La séquence est essentielle aux repas italiens traditionnels, et donc la cuisine futuriste a également manipulé les attentes en inversant l'ordre des plats, et en intégrant d'autres modifications.
Le repas commence. Le premier service est une « salade polyrythmique » qui consiste en une boîte contenant un bol de feuilles de laitue non assaisonnées, de dattes et de raisins. La boîte a une manivelle sur le côté gauche. Sans utiliser de couverts, les convives mangent de la main droite en tournant la manivelle de la gauche. Cela produit une musique sur laquelle les serveurs dansent jusqu'à ce que le plat soit terminé.
Le deuxième service est la « nourriture magique », qui est servie dans de petits bols recouverts de matériaux tactiles. Le bol est tenu dans la main gauche tandis que la droite sélectionne des boules faites de caramel et remplies de différents ingrédients tels que des fruits secs, de la viande crue, de l'ail, de la purée de banane, du chocolat ou du poivre. Les invités ne peuvent pas deviner quelle saveur ils rencontreront ensuite.
Le troisième service est un « potager tactile », qui est une assiette de légumes verts cuits et crus sans vinaigrette. Le convive mange les légumes sans utiliser ses mains, enfouissant plutôt son visage dans l'assiette de légumes, ressentant la sensation des légumes verts sur son visage et ses lèvres. Chaque fois qu'un convive lève la tête pour mâcher, les serveurs s'aspergent le visage de parfum.